# Morena Baccarin
Morena Silva de Vaz Setta Baccarin (n. 2 iunie 1979, Rio de Janeiro, Rio de Janeiro, Brazilia)   este o actriță braziliano-americană. Joacă rolul doctoriței Leslie Thompkins în serialul de televiziune Gotham, difuzat de Fox. Ulterior a mai jucat în "Deadpool" pe Vanessa ca personaj secundar. A primit Premiul Primetime Emmy pentru cea mai bună actriță în rol secundar într-un serial dramatic pentru rolul lui Jessica Brody din serialul Homeland: Rețeaua terorii.

## Tinerețe
Baccarin s-a născut la Rio de Janeiro, ca fiica lui Vera Setta, actriță, și Fernando Baccarin, un jurnalist. Ea este de origine italiană. Când avea șapte ani, s-a mutat cu familia ei în Greenwich Village, New York pentru că tatăl ei a fost transferat să lucreze ca redactor la sediul Globo TV.

## Legături externe
- Morena Baccarin la Internet Movie Database
- Morena Baccarin pe Twitter

| An   | Titlu                  | Rol                  | Note                      |
| ---- | ---------------------- | -------------------- | ------------------------- |
| 2001 | Perfume                | Monica               |                           |
| 2001 | Way Off Broadway       | Rebecca              |                           |
| 2002 | Roger Dodger           | Girl in Bar          |                           |
| 2005 | Serenity               | Inara Serra          |                           |
| 2007 | Sands of Oblivion      | Prof. Alice Carter   |                           |
| 2008 | Death in Love          | Beautiful Woman      |                           |
| 2008 | Stargate: Arma secretă | Adria                |                           |
| 2009 | Stolen                 | Rose Montgomery      |                           |
| 2011 | Look Again             | Allison              |                           |
| 2014 | Back in the Day        | Lori                 |                           |
| 2014 | Son of Batman          | Talia al Ghul (voce) |                           |
| 2015 | Spy                    | Karen Walker         |                           |
| 2016 | Batman: Bad Blood      | Talia al Ghul (voce) |                           |
| 2016 | Deadpool               | Vanessa Carlysle     |                           |
| 2018 | Deadpool 2             | Vanessa Carlysle     |                           |
| 2019 | Framing John DeLorean  | Cristina Ferrare     |                           |
| 2019 | Ode to Joy             | Francesca            |                           |
| 2020 | Greenland              | Allison Garrity      |                           |
| 2020 | To Your Last Death     | Gamemaster (voce)    |                           |
| 2021 | The Good House         | Rebecca McAllister   |                           |
| 2022 | Last Looks             | Lorena Nascimento    | Charlie the Angel\|Marcie |